# 清水喜三郎 (三菱レイヨン)
清水 喜三郎（しみず きさぶろう、1903年10月18日 - 2000年4月12日）は、日本の経営者。三菱レイヨン社長を務めた。岡山県出身。

## 経歴
1932年に東京帝国大学法学部を卒業し、同年に新興人絹(のちの三菱レイヨン)に入社。1953年11月に常務に就任し、1959年11月に専務を経て、1961年11月に副社長に就任し、1967年5月には社長に昇格。1973年11月に会長、1978年6月に相談役を経て、1987年6月から顧問を務めた。
1973年11月に勲三等旭日中綬章を受章した。
2000年4月12日心不全のために死去。96歳没。